# Yves Trudeau
Yves Trudeau, Spitzname „Apache“ und „The Mad Bumper“ (* 1946; † 2008) war ein kanadischer Schwerverbrecher. Er war ein langjähriges Mitglied der Hells Angels und leitete bis 1984 eines der ersten Charter von Kanada. Er war außerdem Auftragsmörder und bekannte sich 1985 schuldig, 43 Menschen ermordet zu haben. Wegen seiner Aussagen als Polizeiinformant musste er jedoch nur sieben Jahre seiner lebenslangen Freiheitsstrafe absitzen und wurde 1994 mit neuer Identität entlassen. Wegen eines sexuellen Übergriffs auf einen 13-jährigen Jungen wurde er 2004 erneut verurteilt.

## Leben
Trudeau arbeitete in den 1960ern für das Chemieunternehmen Canadian Industries Limited. Er gründete den Motorcycle Club The Popeyes, der sich zu einem der größten Clubs des Landes entwickelte und Verbindungen zur kanadischen Mafia unterhielt. 1977 bekamen The Popeyes das Angebot ein offizielles Charter der Hells Angels zu werden. Das aus den Popeyes entstandene „North Chapter“ war die erste Charter-Gründung in Kanada und das 31. Charter überhaupt.
Bereits in den frühen 1970ern entwickelte Trudeau einen Hang zur Unbarmherzigkeit. Seinen ersten Mord beging er an einem Dieb, der ein Motorrad der Popeyes entwendet hatte. Er richtete den Mann vor den Augen seiner Gang hin. In den Jahren danach arbeitete er als Auftragskiller für die kriminelle Unterwelt Montreals und für die Hells Angels. Das North Charter der Hells Angels fiel Mitte der 1980er in Ungnade, weil es nach Ansicht anderer Charter seine Drogeneinnahmen nur unzureichend weitergab. Am 24. März 1984 kam es zum sogenannten „Lennoxville Massacre“, bei dem ein Großteil des Charters getötet wurde. Trudeau überlebte nur, weil er sich zum Zeitpunkt der Hinrichtung in einer Entgiftungsklinik befand. Aus Angst vor Vergeltungsmaßnahmen wurde er zum Polizeiinformanten. Im Zuge dieser Tätigkeit gab er 43 Morde zu, die er in den 1970ern und 1980ern begangen hatte. Seine Informationen führten zu langjährigen Haftstrafen von 43 anderen Hells Angels. Trudeau selbst wurde zu lebenslanger Haft verurteilt. Durch seinen Informantenvertrag bekam er jedoch Strafmilderung und wurde 1994 auf Bewährung entlassen. Er kam ins Zeugenschutzprogramm und ihm wurde eine neue Identität vermittelt.
Nach seiner Entlassung nahm er mehrere Jobs an. Ab 2000 lebte er von der Wohlfahrt und von Arbeitslosenunterstützung. 2004 wurde Trudeau erneut verhaftet und bekannte sich schuldig, einen damals 13 Jahre alten Jungen in sechs Fällen und über den Zeitraum von vier Jahren sexuell missbraucht zu haben. Er wurde zu vier weiteren Jahren Haft verurteilt. Von 2006 bis 2007 nahm er an einem Programm für Sexualstraftäter teil. Dabei wurde festgestellt, dass er an Krebs litt, und er wurde in die Strafanstalt Archambault in Sainte-Anne-des-Plaines verlegt, da diese eine medizinische Versorgung gewährleisten konnte. 2008 wurde er schwer erkrankt aus der Haft entlassen, um seinen Lebensabend in Freiheit verbringen zu können.

## Bedeutung
Mit seinen 43 Morden gilt Trudeau als einer der gefährlichsten Männer in Kanadas Rockerszene. Nach Aussage eines Richters tötete Trudeau mehr Menschen als die gesamte kanadische Armee im Zweiten Golfkrieg. Nach ihm folgt Gerald Gallant, ebenfalls ein kanadischer Auftragskiller. Dieser tötete während des Rockerkriegs in der kanadischen Provinz Québec 27 Menschen.